# Mrowla (gmina)
Mrowla – dawna gmina wiejska istniejąca w latach 1973–1976 w woj. rzeszowskim (dzisiejsze woj. podkarpackie). Siedzibą gminy była Mrowla.
Gmina została powołana w dniu 1 stycznia 1973 roku w woj. rzeszowskim (powiat rzeszowski). W jej skład weszły sołectwa: Bratkowice, Miłocin, Mrowla, Pogwizdów Nowy, Rudna Mała i Rudna Wielka.
1 czerwca 1975 gmina znalazła się w nowo utworzonym mniejszym woj. rzeszowskim.
2 lipca 1976 roku gmina została zniesiona, a jej obszar włączony do gmin:
- Głogów Małopolski (obszary sołectw: Miłocin, Nowy Pogwizdów i Rudna Mała),
- Świlcza (obszary sołectw: Bratkowice, Mrowla i Rudna Wielka).